# کیرش یزار
کیرش یزار (به آلمانی: Kirch Jesar) یک شهر در آلمان است که در لودویگسلوست-پارشیم واقع شده‌است. کیرش یزار ۶۸۸ نفر جمعیت دارد.